# Франджипани
Франджипани (итал. Frangipani) — римская аристократическая фамилия.
Происхождение её связывается с древнеримским родом Анициев; но по историческим памятникам её можно проследить лишь с 1014 г. В XI—XIII столетии эта семья несколько раз играет важную роль в истории Италии, главным образом Рима, где члены её являются вождями гибеллинской партии римской знати.
Наиболее замечательным представителем семейства был Ченчио Франджипани; в 1118 г. он захватил в плен папу Геласия II, избранного без согласия знати, но вынужден был выдать его народу, восставшему под предводительством семейства Пьерлеони. Когда в Италию возвратился Генрих V и Геласий бежал в Гаэту, Ченчио Франджипани вошёл в соглашение с Генрихом V относительно избрания в папы (антипапы) Григория VIII. После ухода Генриха Геласий снова возвратился в Рим, но был вынужден во второй раз бежать.
Благодаря семейству Франджипани возвысился и Гонорий II, расположенный к императору Лотарю. При двойном избрании в 1131 г. Франджипани стали на сторону Иннокентия II, которого признавал Папой император, против норманнского Папы Анаклета II. Позже они выступили враждебно против посягательств Фридриха I на Рим и служили опорой для Александра III.
Ещё раз Франджипани приняли на себя руководство императорской партией в Риме при Фридрихе II; но после его смерти папы привлекли их на свою сторону уступкой Тарента и видами на сицилийский лен. Иоанн Франджипани выдал Карлу Анжуйскому Конрадина. Щедро одаренный за это, он переселился в Неаполь и стал родоначальником неаполитанской ветви фамилии.
В Риме вместо Франджипани в роли руководителей стали выступать члены фамилий Колонна и Орсини.
От боковой линии неаполитанских Франджипани произошла фамилия Трасмондо (итал. Trasmondo). Одна ветвь римских Франджипани процветала ещё и в конце XIX в. во Фриульской области, тогда как главная линия прекратилась со смертью в 1654 году Марио Франджипани, принявшего себе в наследники Антонио Барберини. Также родственной Франджипани считается хорватская фамилии Франкопанов.